# 安德魯斯·巴爾尼克
安德魯斯·巴爾尼克（Andrus Värnik，1977年9月27日—）是愛沙尼亞的一位田徑運動員，他的主項是標槍。他的最佳成績是在2003年創出的87.83米，這也是愛沙尼亞人的最好成績。2003年，他獲得世界田徑錦標賽的銀牌，並在2004年奧運會獲得了標槍比賽的第六名。他在2010年曾被發現酒後駕車。